# Benoît Poilvet
Benoît Poilvet (født 27. august 1976) er en fransk tidligere professionel cykelrytter, som har cyklet for det professionelle cykelhold Crédit Agricole.